# Mosaïque de Font de Mussa
La Mosaïque de Font de Mussa (Mosaic de Font de Mussa en catalan) est une mosaïque romaine trouvée à Benifaió (Ribera Alta, Pays Valencien) et qui date du Ier ou IIe siècle. Il se trouve au Musée de la préhistoire de Valence, dont c'est une des pièces essentielles.
Ce pavement de mosaïque d'opus tessellatum décoré avec des tesselles de marbre de 6 millimètres, présente un décor central polychrome qui représente le berger Faustulus et son frère devant une grotte où se tient la louve qui allaite Romulus et Rémus.